# Contea di Madera
La contea di Madera, in inglese Madera County, è una contea dello Stato della California, negli Stati Uniti. La popolazione al censimento del 2000 era di 123 109 abitanti. Il capoluogo di contea è Madera.

## Geografia fisica
La contea si trova nella parte centrale della California, situata nella Central Valley. L'U.S. Census Bureau certifica che l'estensione della contea è di 5577 km², di cui 5532 km² composti da terra e i rimanenti 45 km² composti di acqua. La contea comprende la parte orientale della valle di San Joaquin a ovest e la parte centrale della Sierra Nevada a est. Nel territorio si scorrono inoltre diversi corsi d'acqua (come il fiume San Joaquin) e ci sono numerosi laghi. Una grande porzione del parco nazionale di Yosemite si trova all'interno della contea, così come parte della foresta nazionale di Inyo.

### Contee confinanti
- Contea di Mariposa - nord
- Contea di Tuolumne - nord-est
- Contea di Mono - nord-est
- Contea di Fresno - sud
- Contea di Merced - ovest

## Storia
La contea di Madera fu costituita nel 1893 da parte del territorio della contea di Fresno. La contea prende il nome dall'omonima città capoluogo e in spagnolo significa legno.

## Comuni
Le due city incorporate sono Chowchilla e Madera, il capoluogo.

### Census-designated places
- Ahwahnee
- Bass Lake
- Bonadelle Ranchos
- Coarsegold
- Fairmead
- La Vina
- Madera Acres
- Madera Ranchos
- Nipinnawasee
- North Fork
- Oakhurst
- Parksdale
- Parkwood
- Rolling Hills
- Yosemite Lakes[6]

## Infrastrutture e trasporti

### Principali strade ed autostrade
- California State Route 41
- California State Route 49
- California State Route 99
- California State Route 145
- California State Route 152
- California State Route 233